# Fakhra Salimi
Fakhra Salimi (født 18. november 1957 i Lahore) er en norsk organisationsleder, menneskerettighedsforkæmper og journalist. Hun er leder af MiRA, et center for kvinder med minoritetsbaggrund.